# Ягнило
Ягни́ло (болг. Ягнило) — село у Варненській області Болгарії. Входить до складу общини Ветрино.

## Населення
За даними перепису населення 2011 року у селі проживали 254 особи.
Національний склад населення села:
| Національність   | Кількість осіб | Відсоток |
| ---------------- | -------------- | -------- |
| болгари          | 166            | 84,7 %   |
| турки            | 13             | 6,6 %    |
| цигани           | 13             | 6,6 %    |
| інша             | 4              | 2,0 %    |
| не визначились   | 0              | 0 %      |
| Всього відповіли | 196            |          |

Розподіл населення за віком у 2011 році:
Динаміка населення: